# Лемланд
Лемланд (швед. Lemland, фін. Lemland) — громада на Аландських островах, Фінляндія. Загальна площа території — 965,31 км, з яких 852,23 км² — вода [3].

## Опис
На 31 січня 2011 в громаді Лемланд проживало 1822 людини: 946 чоловіків і 876 жінок. За даними на 31 січня 2012 населення становило 1849 осіб..
Фінська мова є рідною для 4,24% жителів,  шведська — для 93,61%. Інші мови є рідними для 2,15% жителів громади.
 'Віковий склад населення:' 
- До 14 років — 20,53%
- Від 15 до 64 років — 64,32%
- Від 65 років — 14,71%

Динаміка чисельності населения:
| Год  | Численность |
| ---- | ----------- |
| 1980 | 954         |
| 1990 | 1269        |
| 2000 | 1585        |
| 2010 | 1814        |
| 2011 | 1822        |